# Mistrzostwa Europy w Lekkoatletyce 1938 – bieg na 100 m mężczyzn

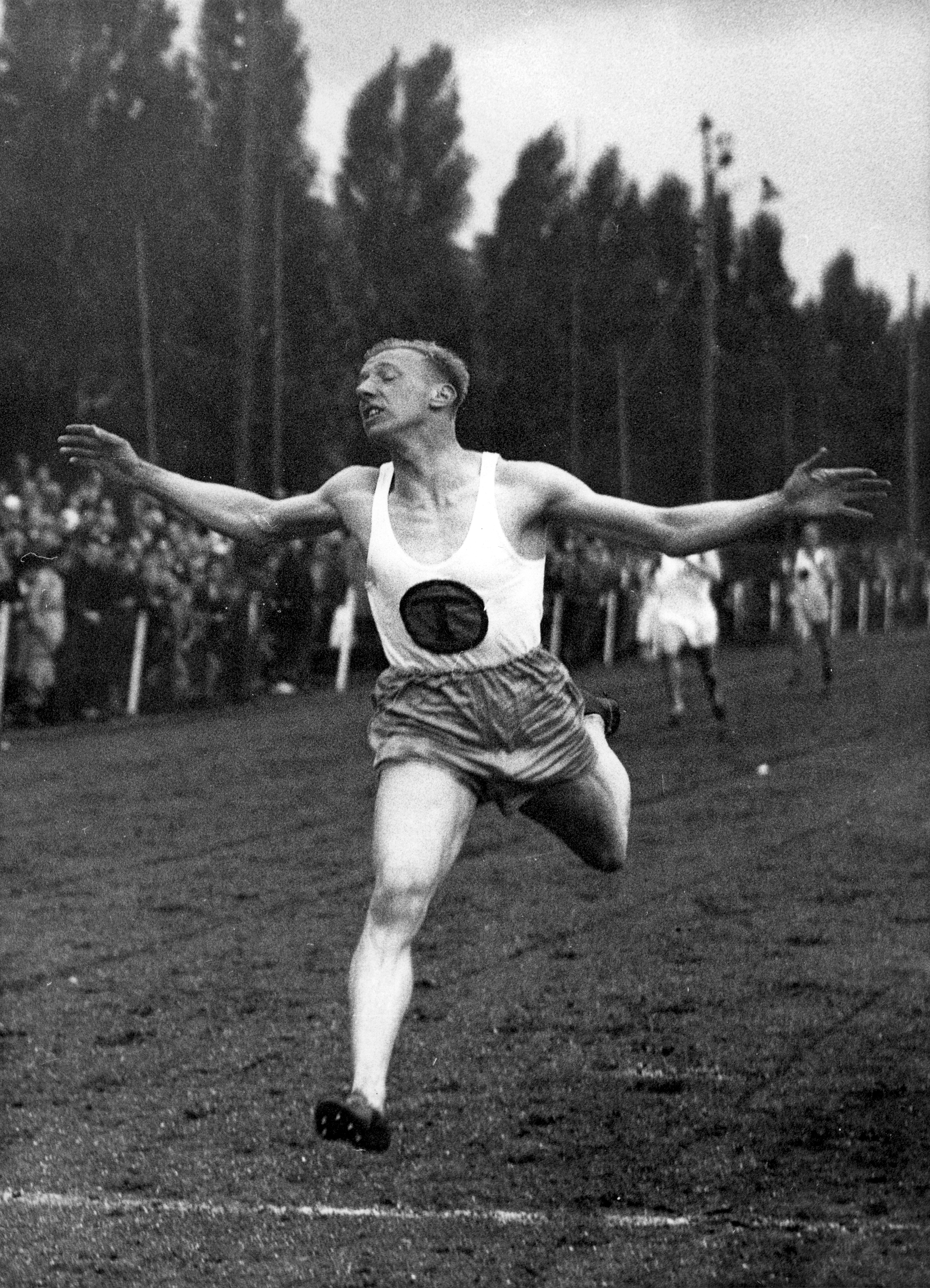
Martinus Osendarp (1936)

Bieg na dystansie 100 metrów mężczyzn był jedną z konkurencji rozgrywanych podczas II Mistrzostw Europy w Paryżu. Biegi eliminacyjne i półfinałowe oraz bieg finałowy zostały rozegrane 3 września 1938 roku. Zwycięzcą tej konkurencji został Holender Martinus Osendarp. W rywalizacji wzięło udział piętnastu zawodników z dziesięciu reprezentacji.

## Rekordy
| Rekord świata     | Jesse Owens (USA)        | 10,2 | Chicago, Stany Zjednoczone | 20.06.1936 |
| Rekord Europy     | Chris Berger (NED)       | 10,3 | Amsterdam, Holandia        | 26.08.1934 |
| Rekord Europy     | Lennart Strandberg (SWE) | 10,3 | Malmö, Szwecja             | 26.09.1936 |
| Rekord mistrzostw | Chris Berger (NED)       | 10,6 | Turyn, Włochy              | 07.09.1934 |
| Rekord mistrzostw | József Sír (HUN)         | 10,6 | Turyn, Włochy              | 07.09.1934 |

## Wyniki

### Eliminacje
Bieg 1
| Miejsce | Zawodnik          | Czas | Uwagi |
| ------- | ----------------- | ---- | ----- |
| 1       | Martinus Osendarp | 10,5 | Q CR  |
| 2       | Julien Saelens    | 10,6 | Q     |
| 3       | Ernest Page       | 10,7 | Q     |
| 4       | Lennart Lindgren  | 10,8 |       |
| 5       | Jean Jourdian     | 10,9 |       |

Bieg 2
| Miejsce | Zawodnik           | Czas | Uwagi |
| ------- | ------------------ | ---- | ----- |
| 1       | Lennart Strandberg | 10,6 | Q     |
| 2       | Arthur Sweeney     | 10,7 | Q     |
| 3       | Erik Sjøvall       | 10,7 | Q     |
| 4       | François Mersch    | 10,7 |       |
| 5       | Bernard Zasłona    | 10,9 |       |
| 6       | Xaver Frick        | 12,5 |       |

Bieg 3
| Miejsce | Zawodnik           | Czas | Uwagi |
| ------- | ------------------ | ---- | ----- |
| 1       | Wil van Beveren    | 10,6 | Q     |
| 2       | Bernard Marchand   | 10,7 | Q     |
| 3       | Gyula Gyenes       | 10,7 | Q     |
| 4       | Dieudonné Devrindt | 10,7 |       |

Bieg 4
| Miejsce | Zawodnik       | Czas | Uwagi |
| ------- | -------------- | ---- | ----- |
| 1       | Orazio Mariani | 10,5 | Q CR  |
| 2       | József Sír     | 10,7 | Q     |
| 3       | Manfred Kersch | 10,7 | Q     |
| 4       | Paul Hänni     | 10,8 |       |
| 5       | Jean Fusil     | 11,2 |       |

### Półfinały
Półfinał 1
| Miejsce | Zawodnik           | Czas | Uwagi |
| ------- | ------------------ | ---- | ----- |
| 1       | Lennart Strandberg | 10,5 | Q CR  |
| 2       | Martinus Osendarp  | 10,7 | Q     |
| 3       | Bernard Marchand   | 10,7 | Q     |
| 4       | Manfred Kersch     | 10,7 |       |
| 5       | Ernest Page        | 10,8 |       |
| 6       | Gyula Gyenes       | 10,8 |       |

Półfinał 2
| Miejsce | Zawodnik        | Czas | Uwagi |
| ------- | --------------- | ---- | ----- |
| 1       | Orazio Mariani  | 10,4 | Q CR  |
| 2       | Wil van Beveren | 10,4 | Q CR  |
| 3       | Arthur Sweeney  | 10,5 | Q     |
| 4       | Julien Saelens  | 10,6 | NR    |
| 5       | József Sír      | 11,0 |       |
| 6       | Erik Sjøvall    | 11,0 |       |

### Finał
| Miejsce | Zawodnik           | Czas |
| ------- | ------------------ | ---- |
| 1       | Martinus Osendarp  | 10,5 |
| 2       | Orazio Mariani     | 10,6 |
| 3       | Lennart Strandberg | 10,6 |
| 4       | Wil van Beveren    | 10,6 |
| 5       | Arthur Sweeney     | 11,0 |
| 6       | Bernard Marchand   | 11,2 |